# Son épouse
Pour plus de détails, voir Fiche technique et Distribution.
Son épouse est une comédie dramatique française réalisée par Michel Spinosa sortie en 2014.

## Synopsis
Catherine, une ancienne toxicomane, soumise depuis des années au subutex un traitement de substitution aux opiacées, est l'épouse de Joseph, qui désire un enfant d'elle. À la suite d'une fausse couche, elle disparaît sans explication. Quelque temps plus tard, Joseph reçoit un coup de téléphone d'Inde, lui annonçant la mort de Catherine. Il apprend que celle-ci s'était installée à Pondichéry pour y enseigner dans une école de jeunes filles. Peu après son décès, Gracie, sa jeune assistante tamoule, manifeste des troubles mentaux au lendemain de son mariage et se prend pour Catherine, répétant qu'elle est la femme de Joseph. Sollicité par la directrice de l'école, Joseph finit par accepter de se rendre en Inde pour la rencontrer.

## Fiche technique
- Titre : Son épouse
- Réalisation : Michel Spinosa
- Scénario : Michel Spinosa et Agnès de Sacy
- Photographie : Rakesh Haridas
- Montage : Ewin Ryckaert
- Musique : Siegfried
- Producteur : Patrick Sobelman
  - Coproducteur : Patrick Quinet, Suresh Balaje et George Pius Tharayil
- Production : Ex Nihilo, Belgacom, France 3 Cinéma, Artémis Productions et Wide Angle Creations, en association avec Indéfilms 1
- Distribution : Other Angle Pictures et Diaphana Distribution
- Pays d'origine :  France
- Genre : comédie dramatique
- Durée : 107 minutes
- Dates de sortie :
  -  France : 12 mars 2014

## Distribution
- Yvan Attal : Joseph de Rosa
- Janagi : Gracie
- Charlotte Gainsbourg : Catherine, l'épouse de Joseph
- Mahesh : Anthony, le mari de Gracie
- Laguparan : Thomas, le frère de Gracie
- Nirupama Nityanandan : Nandini, la directrice de l'école
- Janakiraman Jayakumar : Dr Anand, le psychiatre
- Murugan Perasamy : Siluvai
- Elango Kumaravel : le père Godwin
- Jeroen Perceval : Dieter, le dealer
- Corentin Lobet : le gendarme
- Chandra : la mère de Gracie
- Durga : la sœur de Gracie